# Apple TV

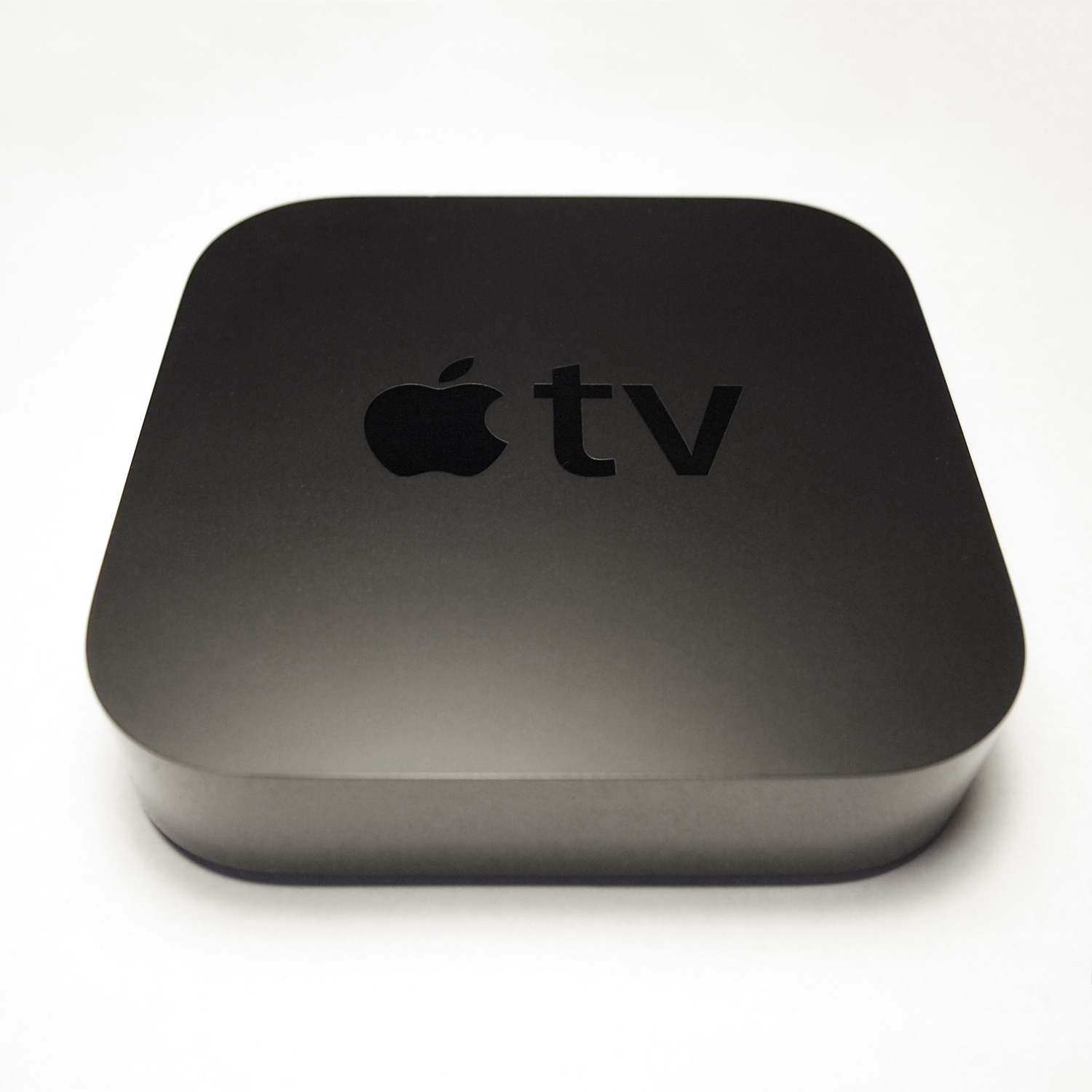
Apple TV.

Apple TV är en mediaspelare från Apple som gör det möjligt att strömma digitala mediafiler från till exempel Youtube, Netflix, Itunes och Icloud till en HDTV. Enheten kan styras med hjälp av en medföljande fjärrkontroll kallad Siri Remote, eller från en Macintosh, Iphone eller Ipad med hjälp av programvaran Apple TV. Den kan även styras med rösten, med hjälp av programvaran Siri.
Första generationens Apple TV lanserades under Macworld Expo den 9 januari 2007, efter att första gången visats den 12 september 2006. Mediaspelaren var först tänkt att kallas "ITV" (i marknadsföringssyfte skrivet "iTV") i linje med Apples övriga produkter, men eftersom brittiska TV-nätverket ITV ägde rättigheterna till varumärket kom namnet att ändras till Apple TV då bolaget hotat med att vidta rättsliga åtgärder. 
Den 25 mars 2019 lanserade Apple en ny videoströmningstjänst, Apple TV+. Den nås via Apple TV.

## Apple TV 1st Generation
Den första generationens Apple TV började skeppas den 21 mars 2007, med 40 GB internt lagringsutrymme till ett pris av US$299. Modellen kom senare att ersättas med en ny variant med 160 GB lagringsutrymme. Programvaran till första generationens Apple TV baserades till viss del på systemet "Front Row" som fanns i Apples datorer. Tanken var först att Apple TV skulle synkas med hemmets datorer, för att föra över filer och media till mediaspelarens lokala hårddisk. I januari 2008 släpptes en större uppdatering till Apple TV som nu gjorde det möjligt att handla film och musik direkt från Itunes Store, samt ladda ned podcasts och streama bilder från dåvarande .Mac (idag kallat Icloud).

### Specifikationer

#### Revision A (2007-01-09)
- Strömförsörjning på 48 watt
- Intel-processor (Pentium M (modellnummer 723) på 1,0 GHz med 2 MB L2-cache)
- NVIDIA GeForce Go 7300 (64 MB VRAM, bestående av två Samsung 700 MHz GDDR3-minnen) (källa)
- 256 MB RAM (4 stycken 64 MB Nanya 400 MHz DDR2 SDRAM)
- Hårddisk: 40 GB (2 MB buffert), 2,5 tum, 4200 rpm (källa)
- Nätverk:
  - Ethernet (10 och 100 Mbps)
  - 802.11 b, g, n trådlöst nätverk (AirPort) från Broadcom
- Anslutningar, baksidan:
  - USB 2.0
  - HDMI-utgång (med en Silicon Image TMDS-transmitter innan)
  - Komponentvideo
  - S/PDIF digitalt optiskt ljud
  - RCA analogt stereoljud
- Anslutningar, framsidan:
  - IR-port för medföljande Apple Remote

Måtten är 19,7 × 19,7 × 2,8 cm.
Vikten är 1,09 kg.

#### Revision B
Denna version har försetts med en större hårddisk som rymmer cirka 160 GB.

### Format som stöds
Video:
- H.264 (upp till 1280 x 720 pixlar)
- MPEG-4 (640 x 480 pixlar)

Ljud:
- AAC (16-320 kbps)
- MP3 (16-320 kbps, och VBR-stöd)
- Apple Lossless
- AIFF
- WAV

Bild:
- JPEG
- BMP
- GIF
- TIFF
- PNG

### Hacking
Apple TV har blivit hackad till att kunna köra bland annat Mac OS X och Linux. Detta gör den till en vanlig dator.[källa behövs]
De nyare programvaruändringarna tillåter även att filmer lagras lokalt utan Itunes, nya codecs som tillåter uppspelning av XviD-material, nyhetsläsare, spel, automatisk bittorrent-nedladdning, programstartare av Mac-program med mera.

## Apple TV 2nd & 3rd Generation
Den 1 september 2010 presenterade Steve Jobs den andra generationens Apple TV. Den nya mediaspelaren var ungefär 1/4 så stor som föregångaren  och den första att använda en variant av operativsystemet IOS. Priset var nu nedsatt till US$99. Den nya modellen saknade dock inbyggt hårddiskutrymme för lagring av media, detta hade istället ersatts av 8 GB flashlagring. Tanken var inte längre att media skulle lagras i mediaspelaren, utan istället strömmas från Itunes Store, Youtube och övriga källor som t.ex. Netflix och Icloud. Apple TV 2 fick också stöd för något som kallas Airplay, vilket gjort det möjligt att strömma film, bilder och musik från datorer och IOS enheter i samma nätverk. Vidare fanns också en funktion för skärmdubblering via Airplay. Den andra generationens Apple TV började säljas i Sverige den 4 oktober 2011, samtidigt som man för första gången också kunde köpa och hyra film i Itunes i Sverige. 
Den 7 mars 2012 släppte Apple tredje generationens Apple TV. Mediaspelaren såg identisk ut, men tack vare den uppdaterade hårdvaran kunde Apple TV 3 nu strömma innehåll i Full-HD upplösning, så kallat 1080p, till skillnad från Apple TV 1 & 2 som enbart haft stöd för vanlig HD upplösning.

## Apple TV 4th Generation
Den 9 september 2015 annonserade Apple den fjärde generationens Apple TV. Detta är den mest omfattande uppdateringen till plattformen sedan den andra generationens Apple TV släpptes 2010. Apples VD Tim Cook äntrade scenen vid lanseringen och uttryckte att "framtiden för TV är appar".[källa behövs] Apple TV 4 är Apples första mediaspelare med en dedikerad App Store, vilket tillåter nedladdning av tredjepartsprogram för film, musik, spel och övrigt innehåll. Apple hoppas nu att dessa appar ska revolutionera TV-industrin, på samma sätt som de revolutionerat vårt mobiltelefonanvändande. Apple TV 4 är något större i höjd, än Apple TV 2 & 3. Enheten levereras också med en helt ny touch-baserad fjärrkontroll med inbyggd mikrofon för support av Siri, som förut inte varit tillgängligt i Sverige. Apple TV 4 finns med 32 eller 64 GB lagringsutrymme och kostar 1 695 respektive 2 295 kr. 2017 lanserades Apple TV 4K som en ny version av Apple TV 4 med stöd för 4K.

## Jämförelse mellan generationer
| Faktor        | 1st Gen                                                                       | 2nd Gen                                                                          | 3rd Gen                                                                 | 4th Gen |
| ------------- | ----------------------------------------------------------------------------- | -------------------------------------------------------------------------------- | ----------------------------------------------------------------------- | --- |
| Pris          | -                                                                             | -                                                                                | 799 kr                                                                  | 1 695 kr / 2 295 kr                                                                                              |
| Lagring       | 40 GB / 160 GB                                                                | -                                                                                | -                                                                       | 32 GB / 64 GB |
| Upplösning    | 720p                                                                          | 720p                                                                             | 1080p                                                                   | 1080p |
| Bilder/s      | 30 bilder/s                                                                   | 30 bilder/s                                                                      | 30 bilder/s                                                             | 60 bilder/s |
| Processor     | Intel-processor                                                               | Apple A4-chip                                                                    | Apple A5-chip                                                           | Apple A8-chip |
| Mått          | 19,7 x 19,7 x 2,8 cm                                                          | 9,8 x 9,8 x 2,3 cm                                                               | 9,8 x 9,8 x 2,3 cm                                                      | 9,8 x 9,8 x 3,5 cm                                                                                               |
| Vikt          | 1090 gram                                                                     | 272 gram                                                                         | 270 gram                                                                | 425 gram |
| Fjärrkontroll | Apple Remote                                                                  | Apple Remote 2nd Gen                                                             | Apple Remote 2nd Gen                                                    | Apple TV Remote / Siri Remote                                                                                    |
| Bildformat    | JPEG, BMP, GIF, TIFF, PNG                                                     | JPEG, GIF, TIFF                                                                  | JPEG, GIF, TIFF                                                         | JPEG, GIF, TIFF                                                                                                  |
| Videoformat   | H.264,, MPEG-4                                                                | H.264, MPEG-4, Motion JPEG                                                       | H.264, MPEG-4, Motion JPEG                                              | H.264, H.264 Baseline Profile, MPEG-4                                                                            |
| Ljudformat    | AAC, MP3, MP3 VBR, Apple Lossless, AIFF, WAV, Dolby Digital 5.1               | HE-AAC, AAC, MP3, MP3 VBR, Audible, Apple Lossless, AIFF, WAV, Dolby Digital 5.1 | HE-AAC, AAC, MP3, Audible, Apple Lossless, AIFF, WAV, Dolby Digital 5.1 | HE-AAC, AAC, MP3, MP3 VBR, Audible, Apple Lossless, AIFF, WAV, Dolby Digital 5.1, Dolby Digital 7.1, Dolby Atmos |
| Portar        | HDMI, Komponentvideo, Optiskt ljud, Analogt RCA-stereoljud, Ethernet, USB 2.0 | HDMI, Optiskt ljud, Ethernet, Micro-USB                                          | HDMI, Optiskt ljud, Ethernet, Micro-USB                                 | HDMI 1.4, Ethernet, USB-C                                                                                        |